# Ibo Ortgies
Ibo Ortgies (* 26. November 1960 in Hage, Ostfriesland) ist ein deutsch-schwedischer Musikwissenschaftler, Fachübersetzer und Bankkaufmann.

## Leben
Ibo Ortgies wuchs in Norden (Ostfriesland) auf. Er studierte 1985–1990 historische und systematische Musikwissenschaft an der Universität Hamburg. Nach einer längeren, berufsbedingten Unterbrechung nahm er 1999 eine stipendienfinanzierte Doktorandenstelle an der Universität Göteborg an. Nach erfolgter Verteidigung (Disputation, Dezember 2004) seiner Dissertation über Die Praxis der Orgelstimmung in Norddeutschland im 17. und 18. Jahrhundert und ihr Verhältnis zur zeitgenössischen Musikpraxis wurde er im Januar 2005 zum Dr. phil. (schwed. fil dr) promoviert.
1999–2016 wirkte Ortgies als Forscher am damaligen Orgelforschungsinstitut GOArt (Universität Göteborg, 1995–2016). 2014–2017 war er auch in eigener Firma als Forscher, Forschungsdienstleister und Fachübersetzer tätig.

## Forschung
Ortgies’ Schwerpunkte liegen auf

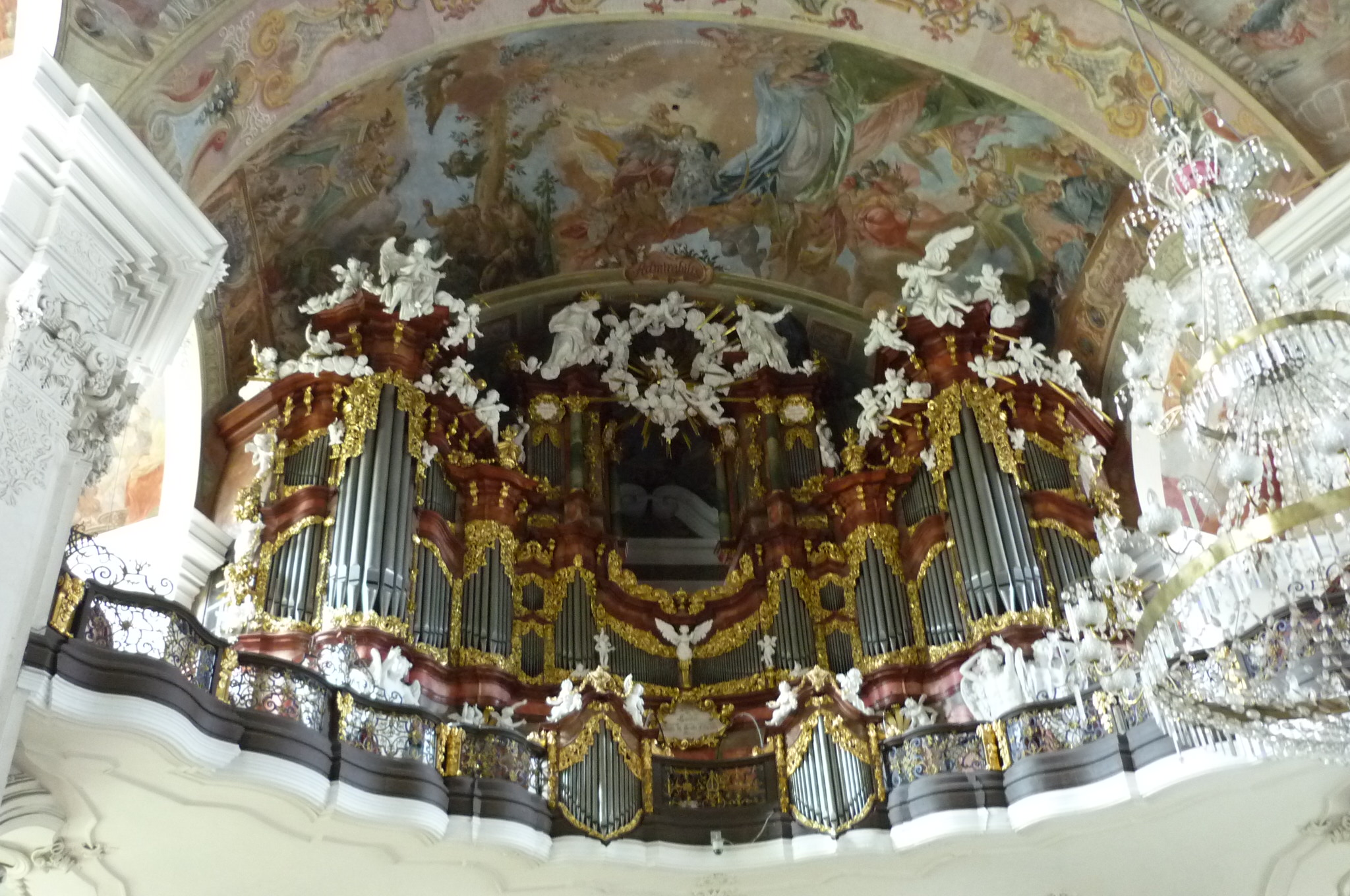
Engler-Orgel (1732–1736), Klosterkirche Mariä Himmelfahrt, Krzeszów [dt. Grüssau], Polen.

- Theorie, Geschichte und Praxis der Stimmung und Temperatur der Tasteninstrumente sowie der Ensemble-Intonation
- Leben und Werk von Komponisten, Instrumenten- und Orgelbauern vor 1800: Matthias Weckman, Arp Schnitger, Friedrich Stellwagen u. a.
- Orgelbaugeschichte Norddeutschlands und der Niederlande

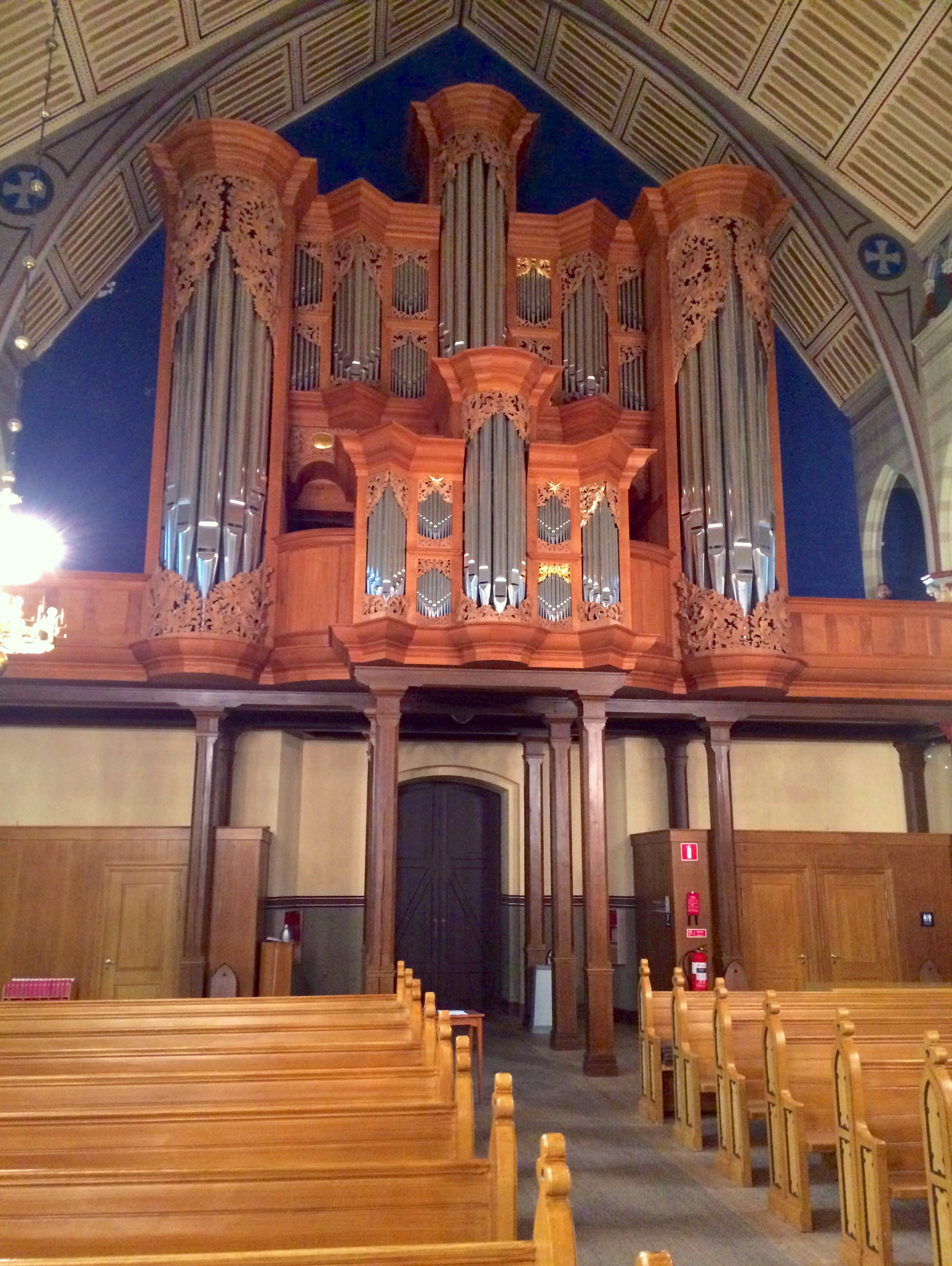
Norddeutsche Barock-Orgel (2000), Örgryte nya kyrka (Neue Kirche im Stadtteil Örgryte), Göteborg.

- Klavierbau vor der Mitte des 19. Jh., Schwerpunkt Norddeutschland (insbesondere Lübeck).

Zu Beginn der 1990er Jahre stand die Forschung über Matthias Weckman (Biographie und Handschriften) im Mittelpunkt. Durch das Projekt einer mitteltönigen Orgel mit Subsemitonien, das Ortgies als Co-Initiator und Sachverständiger in Bremen betrieb, begann er sich vertieft der Frage historischer Stimmungen und Temperaturen zuzuwenden. Heute gilt Ortgies auf diesem Gebiet und u. a. in Bezug auf Temperierungspraxis um Johann Sebastian Bach als einer der „führenden Experten“. Seine Forschungen zur Stimmung der Orgeln, an denen Dieterich Buxtehude in der Marienkirche zu Lübeck wirkte, haben Auswirkungen auf die Chronologie der Buxtehudeschen Orgelkompositionen gehabt. Intensive Archivstudien ermöglichten ihm überdies eine weitgehende Rekonstruktion des Zustands der großen Orgel der Marienkirche zu Lübeck zu Buxtehudes Zeit.
2016 gelang es Ortgies durch Untersuchung historischer Literatur, mehrere unbekannte Orgeln Arp Schnitgers zu identifizieren.
Als Orgelexperte hat Ortgies an Orgelrestaurierungen und rekonstruktiven Orgelneubauten beratend mitgewirkt, darunter:

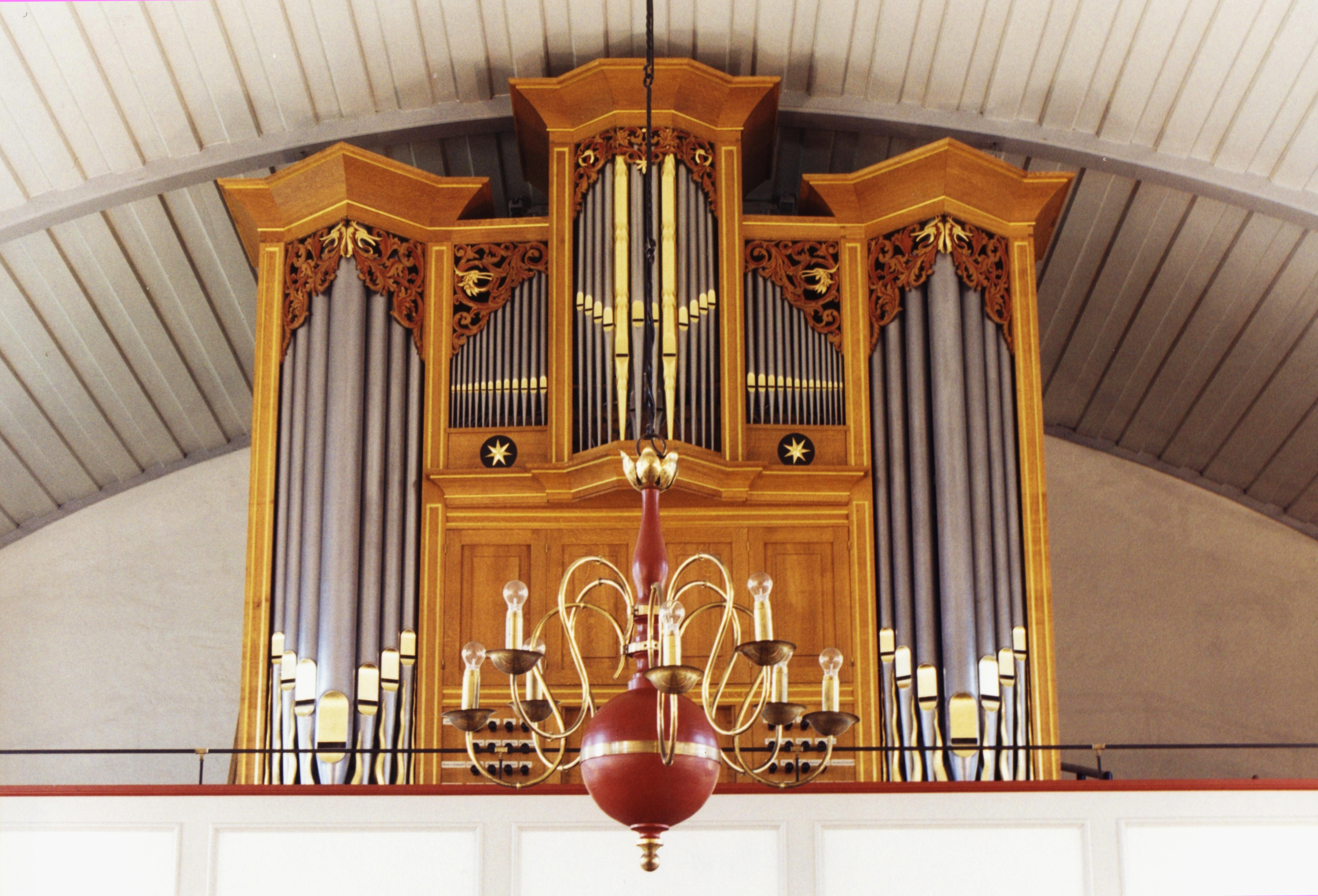
Van-der-Putten-Orgel (2002), Waller Kirche, Bremen-Walle

- Engler-Orgel (1732–1736), Klosterkirche Mariä Himmelfahrt, Krzeszów [dt. Grüssau], Polen: Entwurf der Temperatur auf Grundlage der von der restaurierenden Orgelwerkstatt Jehmlich Orgelbau Dresden GmbH gemessenen Pfeifenlängen – Übergangsform von einer mitteltönig-modifizierten Temperatur zu einer wohltemperierten Stimmung, die die Ganzton-Transposition zwischen Kammerton und Chorton ermöglicht.[8]

- Norddeutsche Barock-Orgel,[9] Örgryte nya kyrka (Neue Kirche im Stadtteil Örgryte), Göteborg. Rekonstruktion nach Arp Schnitger, Gottfried Fritzsche und Hans Scherer. – Mitwirkung als Experte in der wissenschaftlichen Reference group.[10]
- Mitteltönige Orgel mit Subsemitonien (zwei Manuale und Pedal), Waller Kirche, Bremen-Walle. Konzipiert als Orgel aus der Mitte des 17. Jahrhunderts. Fertigstellung 2002 durch die Orgelwerkstatt Winold van der Putten, Finsterwolde, Niederlande. – Mitwirkung als Co-Initiator und Sachverständiger.[11][12][13]
- „Utopa“-Barockorgel, Orgelpark, Amsterdam. Rekonstruktion (2012–2018) nach Zacharias Hildebrandt. – Entwurf der wohltemperierten Stimmung dieser Orgel.[14]

## Veröffentlichungen
- Gottfried Frietzschs Orgelbau in Hamburg: St. Katharinen und die Subsemitonien. In: Ars Organi. 68, Nr. 3, 2020, S. 146–156. (Umfassende Aktualisierung, Änderung und Erweiterung des vorgenannten Artikels der Snyder-Festschrift).
- Matthias Weckmann und Anmerkungen zur 'sinreichen, außbündigen Orgel-Kunst' Weckmanns.  In: Matthias Weckmann. Complete Organ Works. Léon Berben an der Friederich-Stellwagen-Orgel (1637) der Jakobikirche (Lübeck) und der Hans-Scherer-Orgel (1624) in St. Stephan (Tangermünde). AEOLUS Music, AE 11261, 2020, CD-Booklet, S. 20–29.
- Gottfried Frietzsch and the Subsemitones in the Large Organ of Hamburg, St. Catherine’s. In: Johann Norrback, Joel Speerstra und Ralph Locke (Hrsg.): Festschrift for Prof. Kerala J. Snyder (= GOArt Publications. Bd. 4). Göteborgs universitet, Göteborg 2019, 13 S. online (PDF: 1,8 MB).
- Die Stellwagen-Orgel (1653–1659) in Stralsund, St. Marien. In: Franz Josef Stoiber (Hrsg.): Schöne Orgeln. Baugeschichte – Klang – Prospektgestaltung (= 283. Veröffentlichung der Gesellschaft der Orgelfreunde). Figaro, Laaber 2019, ISBN 978-3-946798-17-0, S. 282–287.
- Die Orgel der evangelisch-reformierten Kirche in Rysum (Ostfriesland). In: Franz Josef Stoiber (Hrsg.): Schöne Orgeln. Baugeschichte – Klang – Prospektgestaltung (= 283. Veröffentlichung der Gesellschaft der Orgelfreunde). Figaro, Laaber 2019, ISBN 978-3-946798-17-0, S. 264–269.
- [Drei einzelne Artikel] The Temperament of the Utopa Baroque Organ, A Star is Born: The Tonal Design of the Cymbelstern und Towards a Digital Hildebrandt Archive. In: Hans Fidom (Hrsg.): The New Baroque Organ at the Orgelpark. Orgelpark and VU University Press, Amsterdam 2018, S. 73–90, 91–98 und 99–152. (= Hans Fidom (Hrsg.): Orgelpark Research Reports. Bd. 5/2). online (ePub: 16,2 MB).
- Een portret van Arp Schnitger? In: Het Orgel. 113, Nr. 2, 2017, S. 41–47.
- Recent Research on Schnitger Organs. New Findings and Attributions. In: Keyboard Perspectives. The Yearbook of the Westfield Center for Historical Keyboard Studies. Band 9, 2016, ISSN 1943-0809, S. 119–150. (Übersetzt von Ibo Ortgies u. James F. Wallmann. Deutsch: Unbekanntes über Schnitger-Orgeln. Hinweise, Funde, Hypothesen, Zuschreibungen. In: Ars Organi 64, 2016, Heft 1, S. 24–33, u. Heft 2, S. 83–89. — Niederländisch: Nieuws over Schnitger. Aanwijzigingen, vondsten, observaties, hypothesen en toeschrijvingen. In: Het Orgel. 112, 2016, Heft 1, S. 3–11, u. Heft 2, S. 3–9. übersetzt von Jan Smelik). — Die deutsche Fassung liegt beiden Übersetzungen zugrunde, wobei der englische Artikel verändert, durch weitere Funde ergänzt und revidiert wurde.
- Wertvollstes aus dem 17. Jahrhundert. Vor 400 Jahren wurde Matthias Weckman geboren. In: Musik & Kirche. 86, Nr. 6 2016, S. 392–394.
- Ibo Ortgies, Léon Berben: Zu: Harald Vogel, Bruhns und sein Opus Magnum, das Praeludium e-Moll (ex e). In: Ars Organi 63, 2015, H. 1, S. 20–24, hier der Abschnitt 'Zur Orgelstimmung bei Bruhns' (S. 24). In: Ars Organi. 63, 2015, Nr. 3, S. 184–186.
- Ulenkampf. [Johann/Hans Hinrich/Heinrich Ulenkampf, vor 1680–1725 oder später] In: Uwe Pape, Wolfram Hackel (Hrsg.): Sachsen-Anhalt und Umgebung (= Lexikon norddeutscher Orgelbauer 3). Pape Verlag, Berlin 2015, S. 585.
- Schnitger. [Neben Arp Schnitger dessen Söhne Arp Schnitger II, Franz/Frans Caspar Schnitger d. Ä., Hans Schnitger und Johann Jürgen/Georg Schnitger, sowie sein Enkel Frans Caspar Schnitger d. J.] In: Uwe Pape, Wolfram Hackel (Hrsg.): Sachsen-Anhalt und Umgebung (= Lexikon norddeutscher Orgelbauer 3). Pape Verlag, Berlin 2015, S. 505–509.
- Johann Sebastian Bach and Temperament. In: Hans Fidom (Hrsg.): The New Baroque Organ at the Orgelpark. Orgelpark, Amsterdam 2014, §§ 224–270. (= Hans Fidom (Hrsg.): Orgelpark Research Reports. Bd. 5/1, § 224–270). online (PDF: 15,7 MB; ePub: 6 MB).
- Matthias Weckmann. In: Michael Zywietz (Hrsg.): Lexikon der Kirchenmusik. Laaber-Verlag, Laaber 2013, S. 1374–1375.
- Zur Problematik von Zusammenhang und Disparität zwischen Orgelrepertoire, Improvisation und Ensemble-Intonation. In: Muzikološki zbornik / Musicological Annual. 47 (Dept. of Musicology, Univ. of Ljubljana). ISSN 2350-4242. Nr. 2, 2011, S. 139–152.
- Subsemitonien und Aufführungspraxis. In: Wolfgang Kreuzhuber (Hrsg.): Die älteste Orgel Wiens. Die „Wöckherl-Orgel“ (1642) in der Wiener Franziskanerkirche. Institut für Orgel, Orgelforschung und Kirchenmusik an der Universität für Musik und Darstellende Kunst, Wien 2011, S. 184–189.
- Der Orgelbauer Friedrich Stellwagen (1603–1660) – ein Beitrag zu Leben, Werk und Bedeutung (mit Werkverzeichnis Friedrich Stellwagen). In: Berit Drechsel (Hrsg.): Die Stellwagen-Orgel in der Marienkirche zu Stralsund. Festschrift zur Wiederweihe der restaurierten Orgel. Evangelische Kirchengemeinde St. Marien, Stralsund 2008, S. 8–19, 122 (Werkverzeichnis).
- [Elf einzelne Artikel]: Stimmung und Temperierung – eine Einführung; Neue Deutsche Orgeltabulatur: Von Albrecht Dürer zu Johann Sebastian Bach [Ferner Orgeln in:] Leufsta Bruk; Övertorneå und Hedenäset (finn. Hietaniemi). Urspr. in Stockholm, Tyska kyrkan; Dresden, Schlosskapelle; Leiden, Pieterskerk; Roskilde, Dom; Noordbroek, Hervormde Kerk; Zutphen, Sint Walburgiskerk; Haringe, Sint-Martinuskerk; Houdan, Église Saint-Jacques et Saint-Christophe. In: Mechanik der Poesie II. Die Orgel im 17. und 18. Jahrhundert. Greifenberger Institut für Musikinstrumentenkunde, Greifenberg (Bay.) 2008. (CD-ROM).
- Temperatur. In: Siegbert Rampe: Bachs Klavier- und Orgelwerke. Das Handbuch. Teilband 2 = Band 4, 2. Laaber-Verlag, Laaber 2008, ISBN 978-3-89007-459-7, S. 623–640.
- Bachstämning. In: Tidig Musik. (Schweden). ISSN 1400-5123. Nr. 4, 2008, S. 14–17.
- Die Temperierung als Problem der Nutzung von Orgeln in der Basso continuo-Gruppe. In: Christian Ahrens, Gregor Klinke: „…con cembalo e l'organo …“. Das Cembalo als Generalbaßinstrument. Symposium im Rahmen der 29. Tage Alter Musik in Herne 2004. Katzbichler, München-Salzburg, 2008, S. 169–184.
- Arp Schnitger. Orgelbauer. In: Dagmar Freist, Wolfgang Erich Müller (Hrsg.): Geistesblitze. Forscher, Erfinder und Gelehrte im Oldenburger Land. (= Corinna Roeder (Hrsg.): Schriften der Landesbibliothek Oldenburg 48). Isensee, Oldenburg 2008, S. 8–13.
- Ibo Ortgies: Schnitger, Arp. In: Neue Deutsche Biographie (NDB). Band 23, Duncker & Humblot, Berlin 2007, ISBN 978-3-428-11204-3, S. 326–328 (Digitalisat).
- Temperatur. In: Siegbert Rampe: Bachs Klavier- und Orgelwerke. Das Handbuch. Teilband 2 = Band 4, 2. Laaber-Verlag, Laaber 2008, ISBN 978-3-89007-459-7, S. 623–640.
- Buxtehudes Orgeln in Lübeck. In: Dorothea Schröder (Hrsg.): „Ein fürtrefflicher Organist und Componist zu Lübeck“. Dieterich Buxtehude (1637–1707). (Katalog zur Ausstellung Ein fürtrefflicher Organist und Componist zu Lübeck – Dieterich Buxtehude. Lübeck, Museum für Kunst und Kulturgeschichte (St.-Annen-Museum) und Utrecht). Verlag Dräger, Lübeck 2007, S. 57–68 (dazugehörige Fotos, S. 56, 69–83).
- Stellwagen, Friedrich. In: Matthias Geuting, Hermann J. Busch (Hrsg.): Lexikon der Orgel. Orgelbau–Orgelspiel–Komponisten und ihre Interpreten. Laaber-Verlag, Laaber 2007, S. 739.
- Subsemitonium. In: Matthias Geuting, Hermann J. Busch (Hrsg.): Lexikon der Orgel. Orgelbau–Orgelspiel–Komponisten und ihre Interpreten. Laaber-Verlag, Laaber 2007, S. 752–754.
- A Meeting of Two Temperaments. Andreas Werckmeister and Arp Schnitger. In: Thomas Donahue (Hrsg.): Music and Its Questions. Essays in Honor of Peter Williams. OHS Press, Richmond/VA 2007, S. 75–99.
- 2037/2038 – Vierhundert Jahre Dieterich Buxtehude (Gedanken zu einem Problem der Buxtehude-Forschung). Webveröffentlichung, 2007. Urspr. ersch. in Niederländisch unter dem Titel Volgend Buxtehude-jaar in 2037 of 2038. Gedachten bij een problem uit het Buxtehude-onderzoek. In: Het Orgel. 104, no. 1, 2008, S. 13–17. Zusammenfassung auf Deutsch, Niederländisch und Englisch.
- The Temperament of the Marquand Chapel Organ. In: Fanfare! A new organ for Yale University. Yale Institute of Sacred Music, New Haven/NJ 2007, S. 20–24 (Teil I) und S. 37–44 (Teil II). (Zur Einweihung der neuen Taylor & Boody-Orgel [op. 55] in der Marquand Chapel, Yale University.)
- De orgels van Buxtehude in de Marienkirche te Lübeck. In: Orgelkunst. (Belgien). ISSN 0776-9350. 30, Nr. 2, 2007, S. 52–61.
- Buxtehude med nya ögon. Forskning, uppförandepraxis och bibliografi. In: Kyrkomusikernas Tidning. (Schweden). ISSN 0281-286X. Nr. 8, 2007, S. 16–19.
- Mehr als nur Fragezeichen. Rezension der Ausgabe von Pieter Dirksen (Hrsg.): Dieterich Buxtehude (?) (1637–1707): Nun freut euch, lieben Christen gmein. Choralfantasie für Orgel [in A-Dur]. Erstdruck mit zusätzlicher Fassung in G-Dur. (= Edition Breitkopf 8643). Breitkopf & Härtel, Wiesbaden 2007. Online=https://sites.google.com/site/iboortgies/lueneburg_kn_209_45_nun_freut_euch . Eine stark verkürzte Version erschien gleichzeitig in: Musik & Kirche. 77, Nr. 6 (November/Dezember), 2007, S. 437.
- Not quite just. (Rezension: Ross W. Duffin. How Equal Temperament Ruined Harmony and Why You Should Care.) In: Early Music. (UK). ISSN 0306-1078. 35, Nr. 3 (August) 2007, S. 452–454.
- Friederich Stellwagen. In: Ludwig Finscher (Hrsg.): Die Musik in Geschichte und Gegenwart. Zweite Ausgabe, Personenteil, Band 15 (Schoof – Stranz). Bärenreiter/Metzler, Kassel u. a. 2006, ISBN 3-7618-1135-7, Sp. 1411–1412 (Online-Ausgabe, für Vollzugriff Abonnement erforderlich)
- Über den Umbau der großen Orgel der Marienkirche zu Lübeck durch Friederich Stellwagen 1637–1641. In: Cleveland Johnson (Hrsg.): Orphei organi antiqui, Essays in Honor of Harald Vogel. Westfield Center, Seattle 2006, S. 313–335.
- Mark Lindley, Ibo Ortgies: Bach-Style Keyboard Tuning. In: Early Music. (UK). ISSN 0306-1078. 34, Nr. 4 (November) 2006, S. 613–623.
- Das „Bauwregister 1652–1712“ im Kirchenarchiv Stralsund St. Marien. In: Martin Rost und Evangelische Kirchengemeinde Sankt Marien Stralsund (Hrsg.): Die Stellwagen-Orgel in Sankt Marien zu Stralsund. Eine Bestandsaufnahme, Chronik und Dokumentation. Verlag Organum Buch, Öhringen 2006, S. 13–55.
- Spekulation und Hypothese. Zur Diskussion um die Zellerfelder Orgeltabulaturen in Concerto Nr. 207/208. Eine Replik. In: Concerto. ISSN 0177-5944. Nr. 209, 2006, S. 22–24.
- Schnitger (Familie). In: Ludwig Finscher (Hrsg.): Die Musik in Geschichte und Gegenwart. Zweite Ausgabe, Personenteil, Band 14 (Riccati – Schönstein). Bärenreiter/Metzler, Kassel u. a. 2005, ISBN 3-7618-1134-9, Sp. 1529–1532 (Online-Ausgabe, für Vollzugriff Abonnement erforderlich) (Das dort angegebene Taufdatum Arp Schnitgers ist durch ein Versehen unrichtig als 9. Februar 1648 angegeben. Richtig ist das Taufdatum 9. Juli 1648.)
- Bartold Hering, Organist und Orgelbauer in Lübeck? In: Ars Organi. 52, Nr. 2, 2004, S. 70–74.
- Die Praxis der Orgelstimmung in Norddeutschland im 17. und 18. Jahrhundert und ihr Verhältnis zur zeitgenössischen Musikpraxis, Diss. Göteborgs universitet, Göteborg 2004 (rev. Fassung, 2007). online (PDF: 5,4 MB).
- Pipe Organs with Subsemitones, 1468–1721. und Historical Organs with Subsemitones, 1468–1721. Appendix B. In: Ján Haluska: The Mathematical Theory of Tone Systems (= Pure and Applied Mathematics. 262). Marcel Dekker u. a., New York NY u. a. 2004, ISBN 0-8247-4714-3, S. 141–146 und S. 369–374.
- Ibo Ortgies, Frank van Wijk: „Reyne Harmonie“ in Alkmaar. Stemming en temperatuur in Nederland in de 17de en 18de eeuw. In: Het Orgel. 99, Nr. 3, 2003, S. 12–36.
- Subsemitones in organs built between 1468 and 1721. Introduction and commentary with an annotated catalog. In: Sverker Jullander (Hrsg.): GOArt Research Reports 3. Göteborg Organ Art Center, Göteborg 2003, S. 11–74.
- Vallotti in het Groningerland. Over de restauratie van temperaturen. In: Het Orgel. 98, Nr. 5, 2002, S. 27–39.
- Subsemitoetsen bij historische orgels tussen 1468 en 1721. In: Het Orgel. 96, Nr. 6, 2000, S. 20–26.
- Thomas Röder (mit Ergänzungen Ibo Ortgies'): Weckmann, Matthias. In: Biographisch-Bibliographisches Kirchenlexikon (BBKL). Band 13, Bautz, Herzberg 1998, ISBN 3-88309-072-7, Sp. 577–579 (Artikel/Artikelanfang im Internet-Archive).
- Die Orgel in der Reformierten Kirche zu Uttum. In: Thomas Tomkins: Keyboard Music. Vol. 4. 1997, Musikproduktion Dabringhaus & Grimm, 607 0706-2, CD-Booklet, S. 36–38 (Bernhard Klapprott in Uttum).
- Ze 1: An Autograph by Matthias Weckmann? In: Sverker Jullander, Hans Davidsson: Proceedings of the Göteborg International Organ Academy 1994. Universität Göteborg, Göteborg 1995, S. 155–172. (Über die Zellerfelder Tabulatur Ze 1).
- Neue Erkenntnisse zur Biographie Matthias Weckmans: Biographische Skizze und Zeittafel. In: Sverker Jullander (Hrsg.): Proceedings of the Weckmann Symposium Göteborg 1991. Universität Göteborg, Göteborg 1993, S. 1–24.
- Matthias Weckman (1616–1674) und seine Autographe. In: Concerto. Nr. 88 (November), 1993, S. 30–31.
- Von den alten Orgeln. Die Orgellandschaft Ostfrieslands. Eine Einführung. In: Concerto. 5, Nr. VI/7–8, 1988, S. 12–18.